# إدغار إثيلينج
إدغار الثاني والمَعروف بإدغار إثيلينغ (بالإنجليزية القديمة: Ætheling تعني "ذو النَسب العالي"، تسمية مُنحت عادة لأبناء الملك؛ حوالي 1052 - 1125 أو ما بعده)، كان آخر سَليل لملك «سيرديك»، مؤسس سُلالة وسكس التي حكمت الجُزة البريطانية لخمس قرون، تم انتخابه ملكًا على إنجلترا خلال الغزو النورماندي عام 1066، ولكنه لم يُتوج أبدًا، وفي وقت لاحق شارك بنشاط مع المُقاومة الأنجلوساكسونية ضد «وليام الفاتح»، لكنه اضطر في نهاية المطاف إلى التنازُل وترك المُطالبة بالعرش الإنجليزي.

## الأسرة والحياة المبكرة
ولد «إدغار» في مملكة المجر، حيث قضى والده «إدوارد المنفي»، ابن «إدموند إيرونسايد»، مُعظم حياته، بعد أن تم إرساله إلى المنفى بعد وفاة «إدموند» وغزو إنجلترا من قبل الملك الدنماركي «كنوت العَظيم» عام 1016 كان جده «إدموند»، وجده الأكبر «إثيلريد الغير جاهز»، وجده الأكبر «إدغار المُسالم»، جميعًا ملوك إنجلترا قبل أن يتسلم «كنوت العظيم» التاج. في حين اعتبرت والدته «أجاثا»؛  بأنها من أقارب الإمبراطور الروماني المقدس أو أحد أقارب القديس «ستيفن الهنغاري» ملك المجر، لكن هويتها الدقيقة غير معروفة، كان الابن الوحيد لوالديه ومع شقيقتان،  «مارغريت» و«كريستينا».
في عام 1057 وصل «إدوارد المنفى» إلى إنجلترا مع عائلته، لكنه مات على الفور تقريبًا. كان «إدغار»، الطفل، العضو الوحيد الباقي على قيد الحياة من الأسرة المالكة باستثناء الملك «إدوارد المعترف». ومع ذلك، لم يبذل هذا الأخير أي جهد مُسجل لترسيخ بمكانة ابن أخيه باعتباره وريثًا للعرش الذي كان ينظر إليه من قبل مُجموعة من المُتنافسين المُحتملين، بما في ذلك الأرستقراطي الرائد في إنجلترا «هارولد جودوينسون» إيرل ويسيكس، والحكام الأجانب «ويليام الفاتح» ملك النورمندي، «سوين الثاني» ملك الدنمارك و«هارالد الثالث» ملك النرويج.

## صراع الخلافة
عندما توفي الملك «إدوارد المعترف» في يناير 1066، كان «إدغار» لا يزال في أوائل سن المراهقة، أعتُبر أصغر من أن يكون قائداً عسكرياً فعالاً. لم يكن هذا الامر عقبة أداء في خلافة الملوك السابقين، ومع ذلك فإن الطموحات الجشع التي أثيرت عبر شمال غرب أوروبا بسبب افتقار المعترف إلى وريث قبل عام 1057، وفشل الملك بعد ذلك في تمهيد طريق «إدغار» لخلافته، أزال أي احتمال لخلافة وراثية سلمية، أصبح من الواضح أن الحرب كانت حتمية ولم يكن «إدغار» في وضع يسمح لها بالقتال، بينما كان بدون أقارب بالغين أقوياء للدفاع عن قضيته، وفقًا لذلك انتخب الصهر «هارولد جودوينسون»، الرجل الأفضل للدفاع عن البلاد ضد المُطالبين الأجانب المُتنافسين لخلافة «إدوارد».
بعد وفاة «هارولد» في معركة هاستينغز ضد الغزاة النورمانديين في أكتوبر، فكر بعض القادة الأنجلو ساكسونيين في انتخاب «إدغار» ملكًا. وهكذا سيطر على النظام الجديد أقوى الأعضاء الباقين على قيد الحياة من الطبقة الإنجليزية الحاكمة، «ستيجاند»، رئيس أساقفة كانتربري، «إلدريد»، رئيس أساقفة يورك، والإخوان «إدوين»، وإيرل ميرسيا وموركار، وإيرل نورثمبريا، لا بد أن التزام هؤلاء الرجال بقضية «إدغار»، الرجال الذين تجاوزوا مؤخرًا مُطالبته بالعرش دون اعتراض واضح، كان موضع شك مُنذ البداية. كانت قوة عزمهم على مواصلة النضال ضد «ويليام الفاتح» موضع شك، وكان الرد العسكري الذي نظموه على تقدم النورمان المُستمر غير فعال، عندما عبر «ويليام» نهر التايمز في والينجفورد، قابله «ستيجاند»، الذي تخلى الآن عن «إدغار» وخضع للغزاة. مع اقتراب النورمانديين من لندن، بدأ مؤيدو «إدغار» الرئيسيون في المدينة بالتفاوض مع «ويليام». في أوائل ديسمبر، التقى الأعضاء الباقون من الطبقة الإنجليزية الحاكمة في لندن وقرروا إخراج الملك الشاب غير المُتوج للقاء «ويليام» ليحني لهُ الرُكبة في مدينة بيرخامستد، واضعين بهدوء انتخاب «إدغار» جانبًا. قام «إدغار»، جنبًا إلى جنب مع اللوردات الآخرين، بمُبايعة الملك «ويليام» خلال تتويجه في ديسمبر.

## المنفى والحرب ضد النورمان
احتفظ «ويليام» بـ«إدغار» في عُهدته وأخذه مع قادة إنجليز آخرين إلى بلاطه في نورماندي عام 1067، قبل أن يعود معهم إلى إنجلترا. قد يكون «إدغار» متورطًا في التمرد الفاشل الذي قام به إيرلز إدوين وموركار عام 1068، أو ربما كان يُحاول العودة إلى المجر مع عائلته وقد خرج عن مساره؛ على أية حال، وصل في ذلك العام مع والدته وأخواته إلى بلاط ملك اسكتلندا «مالكولم الثالث»، بحيث تزوج «مالكولم» من شقيقته «مارغريت»، ووافق على دعم «إدغار» في مُحاولته لاستعادة العرش الإنجليزي. عندما اندلع التمرد الذي أدى إلى أحداث هارينج الشمال في نورثمبريا في بداية عام 1069، عاد «إدغار» إلى إنجلترا مع متمردين آخرين فروا إلى اسكتلندا، ليصبح القائد أو على الأقل رئيسًا للثورة، ومع ذلك بعد النجاحات المبكرة تمكن «ويليام»  من هزيمة المتمردين في يورك، ولجأ «إدغار» مرة أخرى إلى «مالكولم». في أواخر صيف ذلك العام، أدى وصول أسطول أرسله ملك الدنمارك «سوين الثاني» إلى موجة جديدة من الانتفاضات الإنجليزية في أجزاء مُختلفة من البلاد. أبحر «إدغار» والمنفيون الآخرون إلى هامبر، حيث ارتبطوا مع المتمردين النورثمبريين والدنماركيين، طغت قواتهم المُشتركة على النورمان في يورك وسيطرت على نورثمبريا، لكن غارة بحرية صغيرة قادها «إدغار» إلى مملكة ليندسي انتهت بكارثة، وهرب مع حُفنة من أتباعه للانضمام إلى الجيش الرئيسي. في أواخر العام، شق «ويليام» طريقه نحو نورثمبريا واحتل يورك، مُشتريًا الدنماركيين ومُدمرًا للبلاد المُحيطة. في أوائل عام 1070، تحرك ضد «إدغار» والقادة الإنجليز الآخرين الذين لجأوا مع أتباعهم الباقين الى منطقة مُستنقعية، ربما هولدرنس أو جزيرة إيلي، ودفعهم إلى الفرار. عاد «إدغار» إلى اسكتلندا.
ظل «إدغار» في اسكتلندا هُناك حتى عام 1072، عندما غزاها «ويليام» وأجبر الملك «مالكولم» على الخضوع لسيطرته. وشملت شروط الاتفاق بينهما طرد «إدغار». لذلك أقام في فلاندرز، التي كانت مُعاديًا للنورمان. ومع ذلك تمكن من العودة إلى اسكتلندا في عام 1074. بعد وقت قصير من وصوله إلى هناك، تلقى عرضًا من «فيليب الأول»، ملك فرنسا، الذي كان أيضًا على خلاف مع «ويليام». انطلق «إدغار» مع أتباعه إلى فرنسا، لكن عاصفة دمرت سُفنهم على الساحل الإنجليزي، تم تعقب العديد من رجال «إدغار» من قبل النورمان، ولكنه تمكن من الفرار مع الباقين إلى اسكتلندا عن طريق البر، بعد هذه الكارثة أقنعه «مالكولم» بالتصالح مع «ويليام» والعودة إلى إنجلترا، مُتخليًا عن أي طموح في استعادة عرش أجداده.

## مشروع إيطالي
خاب أمله من مستوى المكافأة والاحترام الذي تلقاه من «ويليام»، في عام 1086 تخلى «إدغار» عن ولائه للفاتح وانتقل مع حاشية من الرجال إلى بوجْليا. كتاب ونشيستر، الذي تم تجميعه في ذلك العام، يُسجل ملكية «إدغار» لمُمتلكات صغيرة فقط في هيرتفوردشاير. ربما يكون هذا لأن «إدغار» كان قد تخلى عن مُمتلكاته الإنجليزية عندما غادر إلى إيطاليا، ولم يكن ينوي العودة. في هذه الحالة، من المُحتمل أن يكون تسجيل عقارات هيرتفوردشاير باسمه حالة شاذة، مما يعكس موقفًا لـ«إدغار» لم يعُد ساريًا. من الواضح أن المشروع في البحر الأبيض المتوسط لم يكن ناجحًا. كونه قد عاد إلى إنجلترا في غضون بضع سنوات.

## صراع الأسرات النورماندية والاسكتلندية
بعد وفاة الملك «ويليام» عام 1087، دعم «إدغار» الابن الأكبر لـ«ويليام» «روبرت كورتز»، الذي خلفه في منصب دوق نورماندي، ضد ابنه الثان، «ويليام روفوس»، الذي تولى عرش إنجلترا باسم «ويليام الثاني». كان «إدغار» أحد مُستشاري «روبرت» الرئيسيين في هذا الوقت. انتهت الحرب التي شنها «روبرت» وحلفاؤه للإطاحة بـ«ويليام» بالهزيمة عام 1091. وكجزء من التسوية الناتجة بين الأخوين، حُرم «إدغار» من الأراضي التي منحها له «روبرت». من المُفترض أن هذه كانت مُمتلكات سابقة لـ«ويليام» وأنصاره في نورماندي، والتي صادرها «روبرت» ووزعها على أتباعه، بما في ذلك «إدغار»، لكنها أعيدت إلى أصحابها السابقين بموجب شروط اتفاقية السلام، سافر «إدغار» مرة أخرى إلى اسكتلندا حيث كان «مالكولم» يستعد للحرب مع «ويليام». عندما سار ويليام شمالًا وواجه «ويليام» بعضهما البعض، اختار الملوك التحدث بدلاً من القتال. تم إجراء المفاوضات من قبل «إدغار» نيابة عن «مالكولم»، والمُصالح حديثًا «روبرت كورتز» نيابة عن «ويليام». تضمنت الاتفاقية الناتجة مصالحة بين «إدغار» و«ويليام». ومع ذلك في غضون أشهر غادر «روبرت» إنجلترا، غير سعيد بفشل «ويليام» في الوفاء بالاتفاق بينهما، وذهب «إدغار» معه إلى نورماندي.
بعد عودته إلى إنجلترا، ذهب «إدغار» إلى اسكتلندا مرة أخرى عام 1093، في مُهمة دبلوماسية لـ«ويليام» للتفاوض مع «مالكولم»، الذي كان غير راضٍ عن فشل النورمان في التنفيذ الكامل لشروط مُعاهدة 1091. أدى هذا النزاع إلى الحرب، وفي غضون العام غزا «مالكولم» إنجلترا وقُتل الى جانب وريثه المُعين «إدوارد»، أكبر أبنائه من زوجته «مارغريت»، في معركة ألنويك. قام خليفة «مالكولم»، شقيقه «دونالد الثالث»، بطرد الخدم الإنجليز والفرنسيين الذين ارتقوا في خدمة «مالكولم»، وبالتالي أثاروا غيرة الطبقة الأرستقراطية الاسكتلندية الحالية. جعله هذا التطهير في صراع مع النظام الملكي الأنجلو نورماني، الذي تضاءل نفوذه في اسكتلندا. ساعد «ويليام» ابن «مالكولم» الأكبر «دنكان»، الذي قضى سنوات عديدة كرهينة عند «ويليام الفاتح» وظل هناك حتى حرره «ويليام الثاني» من اجل الإطاحة بعمه، لكن «دونالد» سرعان ما استعاد العرش وقُتل «دنكان». جهد آخر لاستعادة الاهتمام الأنجلو نورماني من خلال ترشيح أبناء «مالكولم» للعرش تم إطلاقه في عام 1097، وقام «إدغار» برحلة أخرى إلى اسكتلندا، هذه المرة على رأس جيش غازي. تمت الإطاحة بـ«دونالد»، ونصب «إدغار» ابن أخيه الذي يحمل الاسم نفسه على العرش الاسكتلندي، هو ابن شقيقته الثاني.

## الحملة الصليبية الأولى
وفقًا للمُؤرخ «أورديريك فيتاليس»، كان «إدغار» قائدًا لأسطول إنكليزي عمل قبالة سواحل بلاد الشام دعماً للحملة الصليبية الأولى، والتي أحرق طاقمها سُفنهم المتهالكة في النهاية وانضموا إلى التقدم براً إلى القدس. هذا الامر مشكوك فيه، كون هذا الأسطول معروف أنه وصل قبالة الساحل السوري بحلول مارس 1098؛ منذ أن غزا «إدغار» اسكتلندا في أواخر عام 1097، لم يكن بإمكانه عمل الرحلة في الوقت المُتاح، من المُحتمل أنه سافر براً إلى البحر الأبيض المتوسط وانضم إلى الأسطول في طريقه؛ هذا هو رأي المؤرخ «ستيفين رونسيمان». سجل المؤرخ «ويليام من مالمسبري» أن «إدغار» قام بالحج إلى القدس عام 1102، وربما يكون تقرير «أورديريك» نتاج الارتباك، حيث خلط بين رحلة الأسطول الإنجليزي ورحلة «إدغار» اللاحقة. اقترح بعض المُؤرخين المُعاصرين أنه في مرحلة ما خلال هذه السنوات خدم «إدغار» في الحرس الفارانجي للإمبراطورية البيزنطية، وهي وحدة كانت تتكون في ذلك الوقت بشكل أساسي من المٌهاجرين الإنجليز، لكن هذا الامر غير مدعوم بالأدلة. صرح «ويليام من مالمسبري» أنه في طريق عودته من القدس تلقى «إدغار» هدايا من قبل كل من الأباطرة البيزنطيين والألمان، وقد قدم كل منهم له مكانًا مُشرفًا في بلاطه، لكنه أصر على العودة إلى وطنه بدلاً من ذلك.

## الحياة اللاحقة
بالعودة إلى أوروبا، وقف «إدغار» مرة أخرى إلى جانب «روبرت كورتز» في الصراعات الداخلية للنورمان، هذه المرة ضد الأخ الأصغر لـ«روبرت»، الذي أصبح الآن «هنري الأول» ملك إنجلترا. تم أسره في الهزيمة النهائية خلال معركة تينشبراي في عام 1106، مما أدى إلى سجن «روبرت» لبقية حياته. كان «إدغار» أكثر حظًا، فبعد إعادته إلى إنجلترا، تم العفو عنه وإطلاق سراحه من قبل الملك «هنري». الذي كان متزوجاً من ابنة شقيقته «إديث» والتي عُرفت فيما بعد بـ«ماتيلدا»، من «هنري» عام 1100. ويعتقد أن «إدغار» سافر إلى اسكتلندا مرة أخرى في وقت مُتأخر من حياته، ربما حوالي عام 1120. وقد عاش ليرى غرق السفينة البيضاء في نوفمبر 1120 والتي كان على متنها «ويليام أديلين»، ابن ابنة أخته «إديث» ووريث «هنري»، كان «إدغار» لا يزال على قيد الحياة في عام 1125، وفقًا لما ذكره «ويليام من مالمسبري»، الذي كتب في ذلك الوقت أن «إدغار» "يكبر الآن في البلاد في خصوصية وهدوء" . توفي «إدغار» في وقت ما بعد هذه الإشارة، لكن التاريخ الدقيق ومكان قبره غير معروفين.
وفقًا لـ 1291 لسجلات هنتنغدون بريوري، كان لـ«إدغار» طفل واحد، «مارغريت لوفيل»، التي كانت زوجة «رالف لوفيل الثاني» من قلعة كاري وثانيًا «روبرت دي لوندر»، وكلاهما كان لهما عقارات في جنوب اسكتلندا.